# Dolac (vas)
Dolac (izvirno srbsko Долац) je vas v Srbiji, ki upravno spada pod Občino Bela Palanka; slednja pa je del Pirotskega upravnega okraja.

## Demografija
V naselju živi 59 polnoletnih prebivalcev, pri čemer je njihova povprečna starost 48,2 let (43,3 pri moških in 52,8 pri ženskah). Naselje ima 33 gospodinjstev, pri čemer je povprečno število članov na gospodinjstvo 2,18.
To naselje je, glede na rezultate popisa iz leta 2002, večinoma srbsko.
|  |

| Demografija | Demografija     | Demografija     |
| Leto        | Št. prebivalcev | Št. prebivalcev |
| ----------- | --------------- | --------------- |
|             |                 |                 |
|             |                 |                 |
|             |                 |                 |
|             |                 |                 |
| 1948        | 146             |                 |
| 1953        | 139             |                 |
| 1961        | 146             |                 |
| 1971        | 153             |                 |
| 1981        | 137             |                 |
| 1991        | 99              | 95              |
| 2002        | 72              | 72              |
|             |                 |                 |

| Etnična sestava po popisu iz leta 2002 | Etnična sestava po popisu iz leta 2002 | Etnična sestava po popisu iz leta 2002 | Etnična sestava po popisu iz leta 2002 | Etnična sestava po popisu iz leta 2002 |
| -------------------------------------- | -------------------------------------- | -------------------------------------- | -------------------------------------- | -------------------------------------- |
| Srbi                                   | Srbi                                   |                                        | 64                                     | 88,88%                                 |
| Romi                                   | Romi                                   |                                        | 7                                      | 9,72%                                  |
| Neznano                                | Neznano                                |                                        | 0                                      | 0,0%                                   |